# Acrulogonia defectiva
Acrulogonia defectiva är en insektsart som beskrevs av Young 1977. Acrulogonia defectiva ingår i släktet Acrulogonia och familjen dvärgstritar. Inga underarter finns listade i Catalogue of Life.